# Кудрицкий, Павел Михайлович
Павел Михайлович Берёза-Кудрицкий (укр. Павло Михайлович Береза-Кудрицький) (27 июня (9 июля) 1896, Коростышев, ныне Житомирская область, Украина — 22 июля 1926, Киев) — украинский советский актёр и театральный режиссёр. 

## Биография
Родился в семье учёного-метеоролога.
В 1901 году семья переехала в Житомир.
С 1918 в Киеве. В 1922 был среди основателей творческого объединения «Березиль» в Киеве под руководством реформатора украинской сцены Леся Курбаса, в 1922-1926 его актёр: Поль и Нарвуд («Джимми Хиггинс» по Синклеру, 1923), рабочий («Октябрь», 1922, и «Рур», 1923, текст коллективный). В 1922-1923 учился в режиссёрской лаборатории «Березиля». Поставил спектакль «Коммуна в степях» Кулиша (1925).
Утонул 22 июля 1926 года, купаясь в Днепре.